# Marcin Osiowski
Marcin Jerzy Osiowski (ur. 2 maja 1957 w Warszawie) – polski malarz, poeta. Jest synem Anny Osiowskiej (z d. Dubrowska) dziennikarki, sanitariuszki w Powstaniu Warszawskim i prof. Jerzego Osiowskiego.

## Życiorys
W latach 1971–1975 uczęszczał do Liceum Ogólnokształcącego im. Staszica (wówczas Gottwalda) w Warszawie. Od 1976 do 1986 studiował z przerwami na Wydziale Architektury Politechniki Warszawskiej. W 1977 roku wyjechał do Londynu, gdzie pracując jako projektant wnętrz w firmie EEK Industries rozpoczął studia nad pracami Ludwika Wittgensteina (przetłumaczył „Remarks on Colour” wydane w Londynie w 1977 roku). Ogłoszenie stanu wojennego 13 grudnia 1981 roku zastało go w Antwerpii, gdzie w 1982 roku dostał się jako wolny słuchacz do Akademii Sztuk Pięknych (Koninklijke Academie voor Schone Kunsten van Antwerpen). Po powrocie do Polski kontynuował do 1986 roku studia na Wydziale Architektury PW. Obecnie mieszka i pracuje w Warszawie.

## Działalność artystyczna
Sztuka Marcina Osiowskiego odzwierciedla jego przeświadczenie, że artysta ma prawo, a nawet obowiązek mieszania się w sprawy aktualne i ważne, analizuje stereotypy oraz mechanizmy kontroli i propagandy.
Równolegle ze sztuką krytyczną tworzy abstrakcyjne kompozycje analizujące aspekty czysto formalne, takie jak kolor i kompozycja: prace z serii „Obrazy o obrazach” („Art on Art.”), „Obowiązkiem malarza jest namalować jeden obraz dziennie” i „Obrazy o kolorach”. Od 1977 zapisuje swoje uwagi o sztuce, przemyślenia z okresu studiów nad Ludwikiem Wittgensteinem, Theodorem Adorno oraz Susan Sontag. W malarstwie śladem tych rozważań jest powracanie do wątków odwołujących się do zjawisk wpływających na postrzeganie rzeczywistości, języka w szczególności.
Osiowski jest krytykiem postaw wykluczających i autorytarnych, łączy specyficzne poczucie humoru i ironię z namysłem nad problemami społecznymi. Sięga do klasyków awangardy („Dekonstrukcja Czarnego Kwadratu” i seria szkiców i prac w różnych mediach odnosząca się do Malewicza), klasyków nowoczesności (obchody 200-lecia Rewolucji Francuskiej według Siegmara Polke), przenosi w przestrzeń malarską rozważania filozoficzne Wittgensteina i buduje świat obrazów „niemożliwych” (seria prac „Co Runge wie o kolorach?”), czy kontynuowane przez lata ironiczne serie „Malarstwo dla ludności cywilnej”, i „Czy ten wzorek będzie pasował do twojej nowej sofy?”.
Pierwsze wystawy indywidualne zostały zorganizowane w Antwerpii w latach 1982–1983. Od 1986 nawiązał współpracę z Galerią Astel w Kopenhadze, gdzie wystawiał do końca lat 80. W Kopenhadze współpracował z kompozytorką awangardowej grupy Skreap Olgą Magieres. W latach 90. był reprezentowany przez Galerię Program w Warszawie. Od 2001 współpracuje z Ryszardem Grzybem tworząc projekt OBA – pierwsza wspólna wystawa artystów miała miejsce w Królikarni w 2002, ostatnia w 2019 w HOS Gallery w Warszawie. Od 2018 Osiowski wraz z Julią Słonecką i Antonim Gustowskim współtworzy #grupawolno.
W październiku i listopadzie 2019 HOS Gallery zorganizowała w Warszawie w nieistniejącej już przestrzeni #babkadowynajecia retrospektywną wystawę Marcina Osiowskiego, na której pokazano prawie 200 prac z lat 1983–2019. Pod koniec wystawy, w przeddzień Dnia Niepodległości nieznani sprawcy wtargnęli na teren wystawy i zniszczyli 18 obrazów z serii „100 flag” (prace odnosiły się do trywializacji obchodów Dnia Niepodległości rok wcześniej) malując na nich sprayem „Jude Raus” i szubienicę. Po czterech miesiącach prokuratura umorzyła śledztwo. Do wydarzeń tych Osiowski odniósł się pół roku później w projekcie Polaks Cultuur Agenda.
Ostatnie obrazy z serii „100 Flags Revisited” odnoszą się do wydarzeń na warszawskim cmentarzu dnia 1 sierpnia 2020, w rocznicę wybuchu Powstania Warszawskiego.

## Wybrane wystawy indywidualne
- HOS Gallery, “Art on Art”, Warszawa (2019)
- Galerie Astell, Kopenhaga (1986 – 1991)
- Pavillon, Galerie Astell, Frederiksberg Have (1988)
- Rozenhof, Antwerpia (1983 – 1985)
- Pallieterhoeve, Antwerpia (1982)

## Wybrane wystawy zbiorowe
- “Nic nie widzicie nic nie rozumiecie” (“50 plus”), #grupawolno, Galeria Kuratorium, Warszawa (2019)
- “Dojenie van Gogha”, #grupawolno, HOS Gallery, Warszawa (2018)
- „Malewicz w Polsce”, Galeria Arsenał, Białystok (2004)
- wystawa “2b”, Zakłady Norblina, Warszawa (2003)

## Współpraca z Ryszardem Grzybem
- “Biorę piękne zdanie do buzi i ssę je jak cukierek”. HOS gallery, Warszawa (2019)
- “Pierwszy dzień wiosny”, Galeria Miejska Arsenał, Poznań (2004)
- “Druga rasa: malarstwo”, Galeria Promocyjna, Warszawa (2003)
- “OBA. Piękna dezynwoltura, my oba to trzecia osoba”, Galeria Program, Warszawa 2003  | Muzeum Rzeźby im. Xawerego Dunikowskiego w Królikarni, Warszawa (2003)